# هایبلا ولی (ویرجینیا)
هایبلا ولی (به انگلیسی: Hybla Valley) یک منطقهٔ مسکونی در ایالات متحده آمریکا است که در شهرستان فرفکس، ویرجینیا واقع شده‌است. هایبلا ولی ۵٫۳ کیلومتر مربع مساحت و ۱۵٬۸۰۱ نفر جمعیت دارد و ۱۰ متر بالاتر از سطح دریا واقع شده‌است.